# Buslijn 66 (Amsterdam)

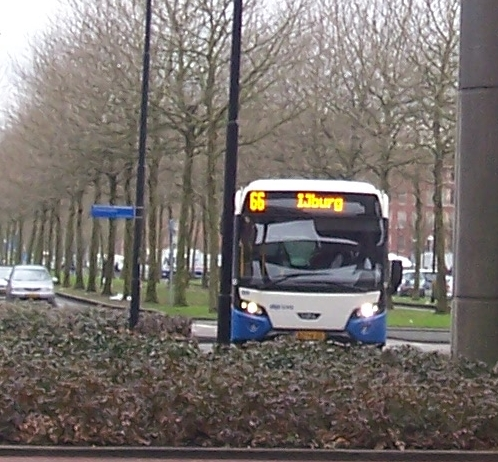
Bus 66 richting IJburg, ter hoogte van Station Ganzenhoef, Amsterdam-Zuidoost. (uit de verte genomen)

Buslijn 66 is een stadsbuslijn in Amsterdam, geëxploiteerd door het GVB, die de wijk IJburg verbindt met station Bijlmer. Er hebben sinds 1969 vier buslijnen met het lijnnummer 66 bestaan, allen met exploitatie vanuit Garage Zuid.

## Geschiedenis

### Lijn 66 I
De eerste lijn 66 werd op 4 mei 1969 ingesteld als integratielijn in samenwerking met Maarse & Kroon waarbij de M&K-lijnen 15 en 16 werden vernummerd in lijn 65 en 66 en werden doorgetrokken naar het centrum. Er werd in samenwerking met het het GVB gereden van Amstelveen naar het Leidseplein. De diensten werden om en om uitgevoerd door het GVB en door M&K, dat in 1973 met NBM tot Centraal Nederland fuseerde. Aan GVB-kant reed lijn 66 tot eind 1987 vanuit de hoofdgarage West.
Bij het in gebruik nemen van de tramlijnen 5 en 51 naar Amstelveen op 2 december 1990 werd deze lijn 66 opgeheven en gedeeltelijk vervangen door lijn 63.

### Lijn 66 II
In september 1991 werd een nieuwe lijn 66 ingesteld. Het betrof een lijn die het Muiderpoortstation verbond met het toen nieuwe Wetenschappelijk Centrum Watergraafsmeer, tegenwoordig het Science Park Amsterdam. Doordat deze lijn over de toen nog smalle Ringdijk reed, werd met een minibusje gereden. Na voltooing van de wegen in het gebied verschenen er normale bussen en in september 1998 werd de lijn vervangen door een nieuwe lijn  lijn 67 die het inmiddels uitgebreide Wetenschappelijk Centrum met het Amstelstation verbond. Op 28 mei 2006 werd deze lijn 67 vernummerd in lijn 40 en vanaf het Wetenschappelijk Centrum doorgetrokken naar het Muiderpoortstation waarmee feitelijk de oorspronkelijke lijn 66 als onderdeel van lijn 40 terugkeerde.

### Lijn 66 III
De derde lijn 66 werd eind mei 2000 ingesteld en was de vervanger van een deel van de route van de buslijnen 63 en 69 die op dezelfde datum opgeheven werden. De lijn verbond het Amstelstation met de wijk Waardhuizen in Amstelveen.
Deze lijn 66 werd opgeheven op 28 mei 2006 toen het GVB de concessie Amstelveen verloor ten gunste van Connexxion.

### Lijn 66 IV
De huidige lijn 66 werd ingesteld op 24 augustus 2009 en was extra ingekocht door de gemeente Amsterdam om de wijk IJburg naast tramlijn 26 een alternatieve verbinding te geven. De lijn rijdt van de Vennepluimstraat bij het winkelcentrum via de IJburglaan, niet ver langs het stadsstrand op Strandeiland en over de Benno Premselabrug, Uyllanderbrug over het Amsterdam-Rijnkanaal, langs de "Diemerknoop" bij het verkeersknooppunt Diemen naar de Bijlmermeer waar gereden wordt over de Bijlmerdreef naar station Bijlmer. Tot de opening van de Uyllanderbrug op 25 juli 2014 reed de lijn echter een omleiding: Fortdiemerdamweg op de Diemer Vijfhoek en van daaraf over de Overdiemerweg bij de Centrale Diemen van Nuon langs het winkelcentrum Maxis Muiden.
Begonnen werd met een halfuurdienst, maar al na een jaar werd er maandag tot en met zaterdag overdag een kwartierdienst ingevoerd. Sinds 9 december 2012 wordt in de spitsuren een tienminutendienst gereden en behoort de lijn voortaan tot het "verbindend net". Sinds de jaardienst van 2014 wordt door de week overdag ook om de tien minuten gereden en sinds 12 december 2016 werd in de spitsuren zelfs elke 7,5 minuten gereden. Op het drukste traject op de Bijlmerdreef wordt in de spits samen met lijn 41 en 47 veertien keer per uur gereden.

### Lijn 360
Op 15 december 2024 werd een sneldienst R-net-lijn 360 ingesteld van Station Bijlmer-Arena, met alleen een tussenhalte op de Langbroekdreef bij metrostation Gaasperplas en de Diemerknoop, naar IJburg met een halte op het Haveneiland, Centrumeiland met als eindpunt de Buiteneilandlaan op het Strandeiland waar nog geen bebouwing aanwezig is.
Huidig: 15 · 18 · 21 · 22 · 34 · 35 · 36 · 37 · 38 · 40 · 41 · 43 · 44 · 47 · 48 · 49 · 61 · 62 · 63 · 65 · 66 · 68 · 231 · 233 · 245 · 246 · 247 · 267 · 360 · 369 · 461 · 463 · 464
Voormalig: A · B · C · D · E · F · G · H · K · L · M · P · R · S · 5 · 6 · 8 · 11 · 12 · 13S · 14 · 17 · 19 · 20 · 23 · 26 · 28 · 29 · 30 · 31 · 32 · 33 · 39 · 42 · 44P · 45 · 46 · 50/51 · 53 · 54 · 55 · 56 · 57 · 58 · 59 · 60 · 60S · 64 · 67 · 69 · 70 · 95/195 · 148 · 149 · 165/166 · 192 · 199 · 222 · 230 · 232 ·  240 · 248 · 249 · 265 · 269 · 315 · 326 · 465 · 580 · 581 · 582 · 583

Zie ook: Amsterdams busnet · Geschiedenis busnet · Amsterdams nachtbusnet · Portaal openbaar vervoer